# John Fox (Politiker)

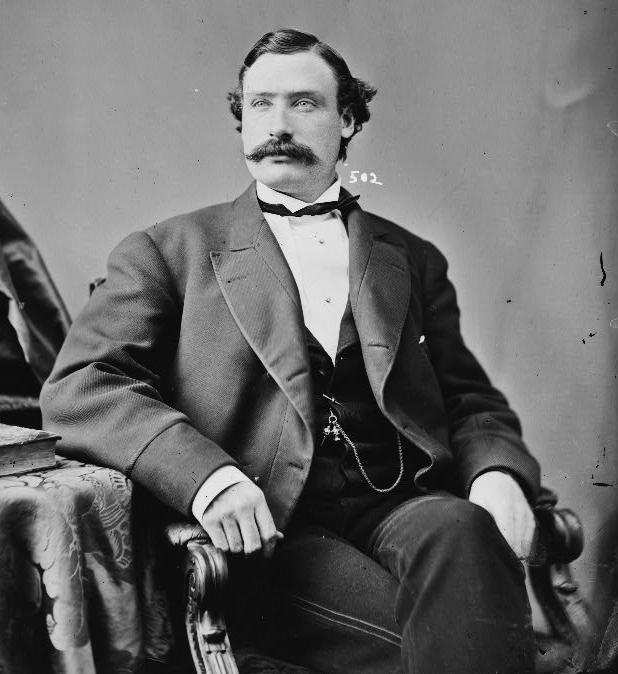
John Fox

John Fox (* 30. Juni 1835 in Fredericton, Kanada; † 17. Januar 1914 in New York City) war ein US-amerikanischer Politiker. Zwischen 1867 und 1871 vertrat er den Bundesstaat New York im US-Repräsentantenhaus.

## Werdegang
John Fox wurde fünf Monate nach dem Attentat auf US-Präsident Andrew Jackson in Fredericton (Kanada) geboren. Seine Familie zog 1840 in die Vereinigten Staaten und ließ sich in New York City nieder. Dort besuchte er öffentliche Schulen und ging dann kaufmännischen Geschäften nach. 1857 arbeitete er als Master Block Maker im Brooklyn Navy Yard. Er saß im Board of Aldermen und war während des Bürgerkrieges in den Jahren 1863 und 1864 Town Supervisor von New York City sowie 1864 Town Supervisor von New York County.
Politisch gehörte er der Demokratischen Partei an. Bei den Kongresswahlen des Jahres 1866 wurde Fox im vierten Wahlbezirk von New York in das US-Repräsentantenhaus in Washington, D.C. gewählt, wo er am 4. März 1867 die Nachfolge von Morgan Jones antrat. Er wurde einmal wiedergewählt. Da er auf eine erneute Kandidatur im Jahr 1870 verzichtete, schied er nach dem 3. März 1871 aus dem Kongress aus.
Zwischen 1874 und 1878 saß er im Senat von New York. Dann war er zwischen 1894 und 1910 Präsident des National Democratic Clubs. Darüber hinaus war er bis zu seinem Tod am 17. Januar 1914 in New York City als Eisenhändler tätig. Sein Leichnam wurde auf dem Calvary Cemetery auf Long Island beigesetzt. Ungefähr sechs Monate später brach der Erste Weltkrieg aus.